# 活き生き田園フェスティバル
活き生き田園フェスティバル（いきいきでんえんフェスティバル）は、宮城県遠田郡美里町で開催される農村文化をアピールする住民総参加型のイベント。

## 概要
美里町の南郷地域が食糧供給及び自然環境の保全のうえで果たしている機能と役割の重要性をアピールし、人々との交流により、広い視野から町の産業と農村文化を考える、町民総参加の祭り。

## イベント内容
- 田園フェスティバルメインステージでスペシャル・イベント
- 長ぐつ飛ばし大会（優勝賞金5万円）
- キャラクターショー
- 田園食堂（宮城県産和牛の焼肉・すいとん・軽食など）
- おらが町の物産市（野菜・畜産加工品・農産加工品・地酒など）
- 交流物産市
- 屋台コーナー

## 沿革
- 2017年（平成29年） - 第28回　開催

## 主会場
- 〒989-4205

宮城県遠田郡美里町木間塚字高田３３　農村環境改善センター

## 主催
- 田園フェスティバル実行委員会

## 期間
- 毎年6月の第2土・日曜日

## 周辺
- 花野果市場

## アクセス
- JR東日本・東北本線鹿島台駅より車で10分

## 関連
- みなみかた花菖蒲まつり
- 山王史跡公園あやめ祭り